# Liste de peintres serbes
Cette page présente une liste de peintres serbes (Списак српских сликара). L'ordre alphabétique retenu est celui de l'alphabet latin usuel (qui diffère de l'ordre alphabétique serbe translittéré). Quand un article n'existe pas en français mais qu'il a été rédigé dans une autre wikipédia, il est indiqué entre parenthèses.
- Haut – A
- B
- C
- D
- E
- F
- G
- H
- I
- J
- K
- L
- M
- N
- O
- P
- Q
- R
- S
- T
- U
- V
- W
- X
- Y
- Z

## A
- Marina Abramović (née en 1946)
- Dušan Adamović (1893-1975)
- Dušan Aleksić
- Ivan Aleksić
- Miroljub Aleksić (né en 1919)
- Nikola Aleksić (1808-1873)
- Stevan Aleksić (1876-1923)
- Borislav Boro Aleksić (né en 1936)
- Đorđe Andrejević Kun (1904-1964)
- Krsta Andrejević (1928-1989) (sr:Крста Андрејевић)
- Mileta Andrejević (1925—1989)
- Danica Antić (1916-1989) (sr:Даница Антић)
- Stojan Aralica (1883-1980)
- Svetomir Arsić-Basara (né en 1928) (sr:Светомир Арсић-Басара)
- Milenko Atanacković (1875-1955)
- Dimitrije Avramović (1815-1855)

## B
- Miloš Bajić (1915-1995)
- Dimitrije Bačević (début du XVIIIe siècle-1770)
- Vesna Bajalska
- Georgije Bakalović (1786-1843)
- Bora Baruh (1911-1942) (sr:Бора Барух)
- Milija Belic (né en 1957)
- Dobrivoje Beljkašić (né en 1923)
- Bojan Bem (né en 1936) (sr:Бојан Бем)
- Nikola Bešević (1892-1970)
- Nebojša Bežanić (né en 1964)
- Jovan Bijelić (1886-1964)
- Zoran M. Blagojević (1947—2007)
- Spiridon Špiro Bocarić (1876-1941) (sr:Спиридон Шпиро Боцарић)
- Anastas Bocarić (1864-1944)
- Stevan Bodnarov (1905-1993)
- Slavoljub Slava Bogojević (1922—1978) (sr:Славољуб Слава Богојевић)
- Mihajlo Bokorić (sr:Михајло Бокорић)
- Kosara Bokšan (1925—2009) (en:Kossa Bokchan) (sr:Косара Бокшан)
- Đorđe Bošan (1918-1984)
- Vera Božičković Popović (1920—2002) (sr:Вера Божичковић Поповић)
- Kosta Bradić (1927) (sr:Коста Брадић)
- Janko Brašić (1906-1994)
- Kosta Bunjuševac (né en 1948)
- Milan Butozan (1905-1943) (sr:Милан Бутозан)

## C
- Risto Čajkanović (1850-1900)
- Stevan Čalić (1892-1943)
- Pavel Čanji (né en 1953) (sr:Павел Чањи)
- Aleksa Čelebonović (1917—1987)
- Marko Čelebonović (1902-1986)
- Stojan Ćelić (1925-1992)
- Teodor Ilić Češljar (1746-1793)
- Vera Čohadžić (1910-2003)
- Pavle Čortanović (1830—1903)
- Petar Čortanović (1800—1868)
- Aleksandar Cvetković (né en 1947)

## D
- Dado (1933-2010)
- Živko Đak (né en 1942)
- Konstantin Danil (1798 ou 1802-1873)
- Radomir Damnjanović Damnjan (né en 1935) (sr:Радомир Дамњановић Дамњан) (en:Radomir Damnjanović Damnjan)
- Milutin Dedić (né en 1935) (sr:Милутин Дедић)
- Miomir Denić (1913—1996) (sr:Миомир Денић)
- Aleksandar Deroko (1894-1988)
- Iva Despić-Simonović (1891-1961)
- Vojislav Vojo Dimitrijević (1910-1981)
- Ksenija Divjak (1924-1995) (sr:Ксенија Дивјак)
- Aleksandar Dobrić (1837-1863)
- Petar Dobrović (1890-1942)
- Predrag Dragović (né en 1953)
- Lazar Drljača (1883-1970)
- Milenko Đurić (1894-1945)
- Uroš Đurić (né en 1964) (sr:Урош Ђурић) (en:Uroš Đurić)
- Pavel Đurković (1772-1830)
- Aleksandar Džigurski (1911-1995)

## F
- Emerik Feješ (1904-1969)
- Branko Filipović-Filo (1924-1997)

## G
- Ljubomir Ljubo Gajić (1948)
- Olivera Galović (née en 1923)
- Stefan Gavrilović, début du XIXe siècle
- Dušan Gerzić (1961-1998) (sr:Душан Герзић)
- Miro Glavurtić (né en 1932) (sr:Миро Главуртић)
- Dragomir Glišić (1872—1957) (sr:Драгомир Глишић)
- Mališa Glišić (1886—1915) (sr:Малиша Глишић)
- Miloš Golubović (1888—1961) (sr:Милош Голубовић)
- Nikola Graovac (1907—2000) (sr:Никола Граовац)
- Nedeljko Gvozdenović (1902-1988)

## H
- Kosta Hakman (1899-1961)
- Janko Halkozović

## I
- Boža Ilić (1919-1993)
- Teodor Ilić Češljar (1746-1793)
- Dragutin Inkiostri Medenjak (1866-1942) (sr:Драгутин Инкиостри Медењак)
- Jovan Isailović l'Ancien
- Jovan Isailović le Jeune (1803-185), petit fils de Jovan Isailović l'Ancien
- Olja Ivanjicki (en:Olja Ivanjicki)
- Katarina Ivanović (1811-1882)
- Ljubomir Ivanović (1882-1945)

## J
- Đura Jakšić (1832-1878)
- Nikola Koka Janković (1926)
- Teodor Janković (1891-1936)
- Olga Jevrić (1922)
- Mladen Josić (1897-1972)
- Đorđe Jovanović (1861-1953)
- Paja Jovanović (1859-1957)
- Branko Jovanović (1899-1941)
- Danica Jovanović (1886-1914)

## K
- Dragoš Kalajić (1943-2005)
- Momo Kapor (1937)
- Irena Kazazić (1972) (sl:Irena Kazazić)
- Milan Kečić (1910-1998)
- Jovan Klajić (1815-1883)
- Stevan Knežević (1940-1995) (en:Stevan Knežević)
- Uroš Knežević (1811-1876)
- Ivica Kovačić Štifla (1950) (sr:Ивица Ковачић Штифла)
- Mijo Kovačić (?-19??)
- Milan Konjović (1898-1993)
- Teodor Kračun (vers 1740 - 1781)
- Đorđe Krstić (1851-1907)
- Boško Kućanski (1931)
- Mirko Kujačić (1901-1987)
- Kosta Kulundzic (1972)

## L
- Ivan Lokin (1970) (sr:Иван Локин)
- Petar Lubarda (1907-1974)

## M
- Milić od Mačve (1934-2000)
- Dragan Malesevic Tapi (1949-2002)
- Nikola Marković (1845-1889)
- Mario Maskareli (1918-1996)
- Đoko Mazalić (1888-1975)
- Rajka Merćep (1904-1963)
- Milorad Bata Mihailović (1923)
- Đorđe Mihajlović (1875-1919)
- Janko Mihailović Moler (1792-1853)
- Miroslav Mijoković (1971)
- Dobrosav Milojević (né en 1948)
- Đorđe Milovanović (1850-1919)
- Mihailo Milovanović (1879-1941)
- Peđa Milosavljević (1908-1987)
- Milo Milunović (1897-1967)
- Mihael Mulunović (1967) (en:Mihael Milunović)
- Đorđe Mitrofanović (XVIIe siècle) (en:Đorđe Mitrofanović)
- Marko Murat (1864-1944) (en:Marko Murat)

## N
- Jovan Nedeljković, XIXe siècle
- Nikola Nešković (1740-1789)
- Grigorije Nikolić, XVIIIe siècle - début du XIXe siècle

## O
- Petar Omčikus (né en 1926)
- Jakov Orfelin (milieu du XVIIIe siècle - 1803)
- Dušan Otašević (né en 1940)

## P
- Jovan Pačić (1771-1849) (sr:Јован Пачић)
- Jovan Pantelić, début du XIXe siècle
- Konstantin Pantelić, XIXe siècle
- Živko Pavlović, XIXe siècle
- Milena Pavlović-Barili (1909-1945)
- Nikola Pešić (1973) (en:Nikola Pešić, es:Nikola Pešić et sr:Никола Пешић)
- Zora Petrović (1894-1962) (en:Zora Petrović et sr:Зора Петровић)
- Nadežda Petrović (1873-1915)
- Roman Petrović (1896-1947)
- Moša Pijade (1890-1957)
- Branko Popović (18??-19??)
- Dimitrije Popović (1727-?)
- Jovan Popović (1810-1864)
- Ljubomir Popović (1934-2016) (en:Ljuba Popović et sr:Љубомир Поповић)
- Mića Popović (1923-1996)
- Pero Popović (1881-1941)
- Sava Popović Ivanov (1887-1955)
- Dimitrije Posniković (XIXe siècle)
- Uroš Predić (1857-1953)
- Miodrag B. Protić (1922)
- Sreten Protić-Molerović
- Đorđe Prudnikov (1939) (en:Djordje Prudnikov)

## R
- Slavko Radišić (1946-2010)
- Novak Radonić
- Ivan Radović (1894-1973)
- Branko Radulović (1885-1916)
- Milan Rašić (1931) (sr:Милан Рашић)
- Radomir Reljić (1938-2006) (sr:Радомир Рељић)
- Toma Rosandić (1878-1958)
- Dušan Ružić (1889-1918)

## S
- Nataša Šavija (1967) (sr:Наташа Шавија)
- Leonid Šejka (1932-1970)
- Sava Sekulić (1902-1989)
- Pavle Simić (1818-1876)
- Miloš Šobajić (1945)
- Ljubica Sokić (1914)
- Branko Šotra (1906-1960)
- Milena Šotra-Gaćinović (1909-2003)
- Milan Sovilj (1926)
- Mladen Srbinović (1925)
- Veljko Stanojević (1892-1967)
- Miro Stefanović
- Borivoje Stevanović (1878-1977)
- Todor Stevanović (1937)
- Risto Stijović (1894-1974)
- Sreten Stojanović (1898-1960)
- Suzana Stojanović (1969) (en:Suzana Stojanovic)
- Vasilije Stojanović Vasa (né en 1955)
- Sava Stojkov (1925) (en:Sava Stojkov)
- Živko Stojsavljević (1900-1978) (sr:Живко Стојсављевић)
- Dojčin Sučević (1921-1944)
- Sava Šumanović (1896-1942)
- Todor Švrakić (1882-1931)

## T
- Ivan Tabaković (1898-1977)
- Stefan Tenecki (XVIIIe siècle)
- Miloš Tenković (1849-1890)
- Arsen Teodorović (vers 1768-1826)
- Stevan Todorović (1832-1925)
- Milica Mica Todorović (1897-1981)
- Aleksa Lekso Tomašević (1887-1932)

## U
- Petar Ubavkić (1852-1910) (sr:Петар Убавкић)

## V
- Kosta Vandelović
- Vladimir Veličković (1935)
- Jovan Veljkovic (1945 - 1992)
- Vladimir Vojinović (1917-1999)
- Lazar Vozarević (1925-1968) (sr:Лазар Возаревић)
- Snežana Vujović-Nikolić (1959) (sr:Снежана Вујовић Николић)
- Beta Vukanović (1872-1972) (en:Beta Vukanović)
- Rista Vukanović (1873-1918) (en:Rista Vukanović)
- Mina Vukomanović (1828-1894)

## Z
- Bogosav Živković (1920-2005)

- Haut – A
- B
- C
- D
- E
- F
- G
- H
- I
- J
- K
- L
- M
- N
- O
- P
- Q
- R
- S
- T
- U
- V
- W
- X
- Y
- Z